# Peter Olofsson (handbollsspelare)
Bengt Peter "Olof" Olofsson, född 15 juni 1957 i Uddevalla, är en svensk före detta handbollsspelare. Han representerade klubben GF Kroppskultur under hela karriären.

## Handbollskarriär
203 cm långe Olofsson blev årets handbollsspelare i Sverige 1983-1984 och vann skytteligan i högsta serien två gånger (1983/1984 och 1985/1986). Olofsson producerade 1 106 mål i elitserien, och tillhör därmed landets skyttetopp genom alla tider.
Olofsson spelade 96 landskamper och gjorde 269 mål åren 1975–1985 och deltog vid OS 1984 i Los Angeles. Där deltog han i alla sex matcherna och gjorde sammanlagt 19 mål. Olofsson spelade aldrig VM för Sverige på grund av en skada.

## Efter handbollskarriären
Efter sin aktiva karriär har Olofsson tränat ungdomslag i GF Kroppskultur och hjälpt till i träningen av Kroppskultur Dam och Trollhättans damlag.
Peter Olofsson har en son Viktor Olofsson som också spelat för Kroppskultur. 2011–2015 spelade Viktor Olofsson för klubben Nøtterøy från staden Tønsberg i Norges högstaliga,
Peter Olofsson är nu bränsletekniker på Lillsjöverket i Uddevalla.

## Klubbar
- GF Kroppskultur

## Kuriosa
- Olofsson gjorde hela 10 mål i en halvlek i en bortalandskamp mot Danmark. Han gick efter detta även under namnet "Danskdödaren".